# Убийство в женском клубе
«Убийство в женском клубе» — кинофильм.

## Сюжет
Некто убивает стриптизёров, выступающих в женском стриптиз-клубе «Сногсшибательные мужчины» (в оригинале название клуба звучит как ladykillers и совпадает с названием фильма). Дело поручают девушке-полицейскому, лейтенанту Флэннери. Её напарник, полицейский-новичок, оказывается её любовником (свою связь они скрывают). По ходу действия между ними произошла ссора. После того, как герой фильма вместо того чтобы задержать убийцу, бросился на помощь своей напарнице, ему поручено сыграть роль подсадной утки, занять место убитых танцоров в стриптиз-клубе…